# Bernard Bissonnette
Pour les articles homonymes, voir Bissonnette.
Bernard Bissonnette, né le 15 janvier 1898 à Saint-Esprit et mort le 11 novembre 1964 à Montréal, est un avocat et un homme politique québécois.

## Biographie
Il est député de la circonscription de L'Assomption pour le Parti libéral de 1939 à 1944 et orateur de l'Assemblée législative du 20 février 1940 au 8 mai 1942.
Sa sépulture est située dans le Cimetière Notre-Dame-des-Neiges, à Montréal.

## Liens
- Ressource relative à la vie publique :   - Assemblée nationale du Québec
- Notices d'autorité :   - VIAF
  - ISNI
  - BnF (données)
  - IdRef
  - LCCN
  - GND
  - Pologne
  - NUKAT
  - WorldCat